# Za našu ljubav
Chansons représentant la Bosnie-Herzégovine au Concours Eurovision de la chanson
Dvadeset prvi vijek (tr)
(1995) Goodbye (tr)
(1997)
Za našu ljubav (en français, Pour notre amour) est la chanson représentant la Bosnie-Herzégovine au Concours Eurovision de la chanson 1996. Elle est interprétée par Amila Glamočak.
La chanson est la vingt-et-unième de la soirée, suivant Chcę znać swój grzech... interprétée par Kasia Kowalska pour la Pologne et précédant Kým nás máš (pt) interprétée par Marcel Palonder (sk) pour la Slovaquie (nl).
À la fin des votes, elle obtient 13 points et finit à la 22e place sur vingt-trois participants.